# خانتسک
خانتسک (ارمنی: Խանձք; به لاتین: Xanyeri) یک منطقهٔ مسکونی در جمهوری آرتساخ است که در استان آسکران واقع شده‌است.
 خانتسک  ۲۳۱ نفر جمعیت دارد.